# Frederic McGrand
Frederic Addison McGrand (5 de julho de 1895 — 3 de setembro de 1988) foi um médico e político canadense.